# Tahina spectabilis
Tahina spectabilis – gatunek rośliny z rodziny arekowatych (popularnie nazywanych palmami), żyjący na Madagaskarze.
Palma została odkryta w 2007 roku przez Xaviera Metza, właściciela plantacji w północnym Madagaskarze. Osiąga ok. 18 m wysokości i posiada 5-metrowe liście. Jest hapaksantem – zakwita raz po ok. 50 latach rozwoju, a następnie obumiera.

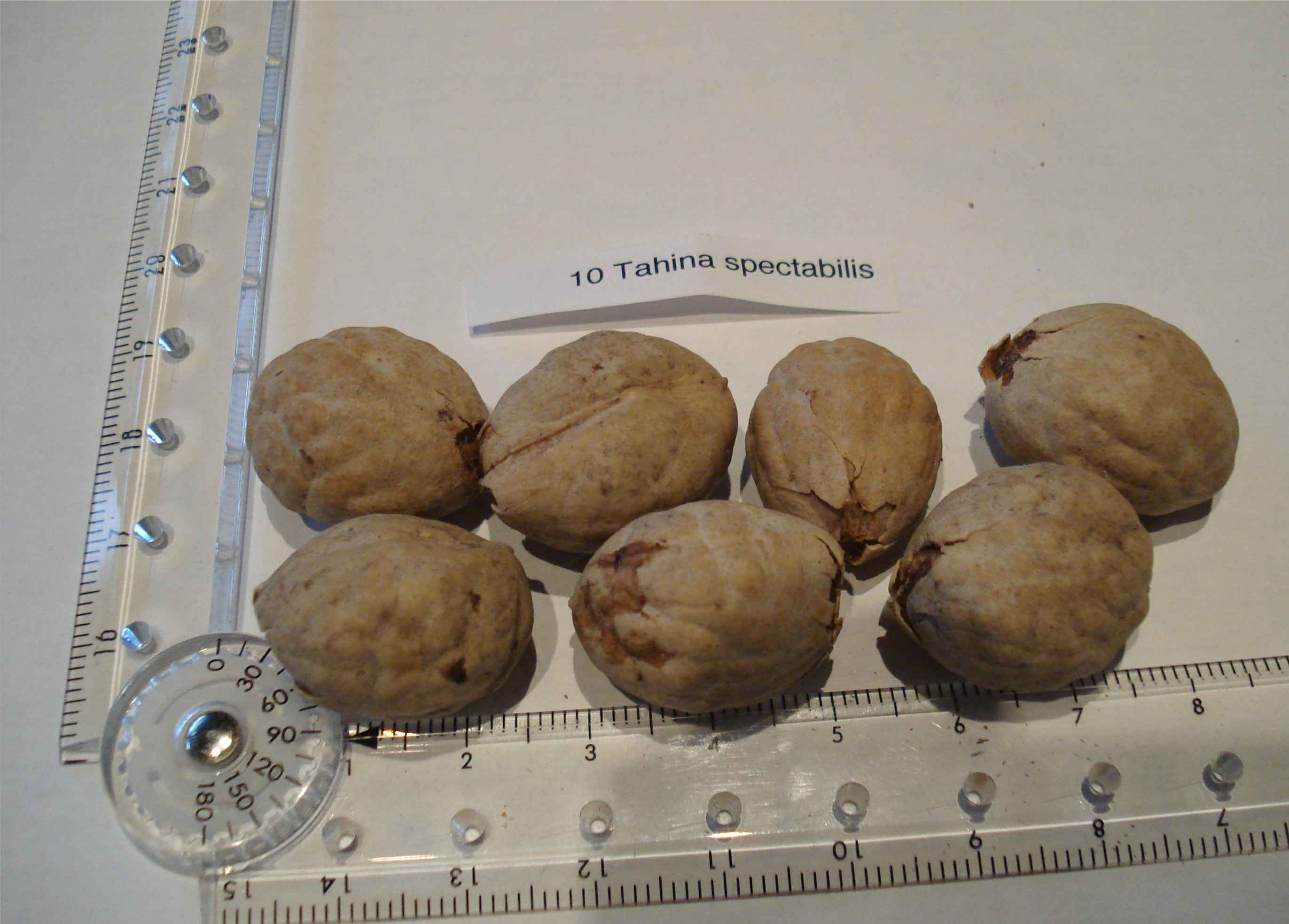
Owoce

Populacja tego gatunku w 2008 roku składała się z 91 drzew i siewek.